# Eclissi solare del 25 giugno 2150
L'Eclissi solare del 25 giugno 2150, di tipo totale, è un evento astronomico che avrà luogo il suddetto giorno con centralità attorno alle ore 00:17 UTC.
L'eclissi avrà un'ampiezza massima di 260 chilometri e una durata di 7 minuto e 14 secondi. Questa sarà la prima eclissi solare totale a superare i 7 minuti di durata dal 30 giugno 1973. La totalità inizierà nelle Piccole Isole della Sonda in Indonesia, proseguirà attraverso l'Oceano Pacifico settentrionale e terminerà nel Pacifico orientale. 

## Eclissi correlate

### Ciclo di Saros 139
L'evento fa parte della serie Saros 139, che si ripete ogni 18 anni, 11 giorni, 8 ore, contenente 71 eventi. La serie è iniziata con l'eclissi solare parziale il 17 maggio 1501. Comprende eclissi ibride dall'11 agosto 1627 al 9 dicembre 1825 ed eclissi totali dal 21 dicembre 1843 al 26 marzo 2601. La serie termina al membro 71 con una parziale eclissi il 3 luglio 2763.
Dopo il 16 luglio 2186, la durata delle eclissi totali diminuirà. Tutte le eclissi di questa serie si verificano nel nodo ascendente della Luna.